# I (band)

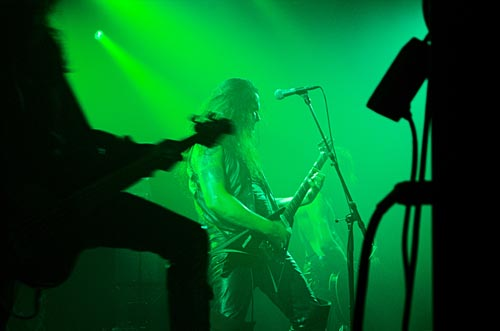
I tijdens Bergen Metal Fest 2006

I is een Noorse heavymetalband opgericht in 2005.

## Oprichting
I is opgericht door gitarist en zanger Abbath (Olve Eikemo) en drummer Armagedda; beiden ex-leden van de toen opgeheven blackmetalband Immortal. Zij trokken gitarist Ice Dale (Arve Isdale uit Enslaved) en bassist TC King (Tom Cato Visnes uit Gorgoroth) aan om een volledige band te krijgen; Demonaz (ook ex Immortal) verzorgt de teksten, zoals hij dat ook deed voor Immortal (hij was ook hun manager).
Men probeert in I minder op Immortal te lijken door bv. geen corpse-paint meer te gebruiken.

## Debuutalbum
In 2006 kwam het debuutalbum uit: Between Two Worlds. Hun eerste en enige liveshow was 'The Hole in the Sky Festival' in Bergen op 26 Augustus 2006. Immortal werd in 2006 heropgericht. Abbath werd weer zanger. Immortal heeft in 2007 meegespeeld op een aantal festivals in Europa (niet in Nederland) en de Verenigde Staten.

## Discografie
- Between Two Worlds - Album (2006) - Nuclear Blast Records